# Bara bada bastu
"Bara bada bastu" ("Bare [at] bade sauna") er en sang af den finske musikgruppe KAJ, den blev udgivet som single den 21. februar 2025.
Epadunk-sangen hylder den finske saunakultur, og dens tekster er på Vörå-dialekten, en österbottnisk variant af finlandssvensk.  Den deltog i Melodifestivalen 2025 og kvalificerede sig til finalen fra fjerde heat.  Og senere vandt den Melodifestivalen med 164 point 

## Hitlister
| Hitliste (2025)                   | Top position |
| --------------------------------- | ------------ |
| Finland (Suomen virallinen lista) | 1            |
| Sverige (Sverigetopplistan)       | 1            |